# Aziru
Aziru va ser el governant cananeu d'Amurru, l'actual Líban, al segle xiv aC. Era fill d'Abdi-Asirta, l'anterior vassall egipci d'Amurru i contemporani directe d'Akhenaton. Va ser el pare de Duppi-Tessub.
La trajectòria d'Aziru és coneguda per les Cartes d'Amarna. Era un vassall d'Egipte, però va intentar expandir el seu regne cap a la costa mediterrània i va capturar la ciutat de Sumur. Els estats veïns es van alarmar, especialment Rib-Hadda, el rei de Gubla, (Biblos), que va demanar al faraó que envies l'exèrcit per protegir-lo. Rib-Hadda es va enfrontar a Aziru, que el va vèncer i el va exiliar, i probablement poc després, assassinar. Rib-Hadda havia abandonat la ciutat de Biblos durant quatre mesos per signar un tractat amb el rei de Beirut, Ammunira, però quan va tornar va saber que un cop de palau dirigit pel seu germà Ilirabih l'havia destituït. Va buscar refugi amb Ammunira i va demanar sense èxit el suport d'Egipte per restaurar-lo al tron. Quan va veure que no obtindria ajuda, Rib-Hadda va demanar al seu enemic Aziru que li retornés el regne. Aziru el va trair i va enviar a Rib-Hadda a mans dels governants de Sidó, on Rib-Hadda, gairebé segur, va trobar la seva mort.
Akhenaton va escriure una carta a Aziru (segons les Cartes d'Amarna) on li exigia que viatgés a Egipte per explicar les seves accions. El faraó el va retenir a Egipte almenys durant un any, fins que el va alliberar quan els hitites van conquerir la important ciutat de Subartu, amenaçant així Amurru. El faraó va permetre a Aziru de sortir d'Egipte i tornar al seu regne. Aziru, que havia fet contactes secrets amb el rei hitita Subiluliuma I, al seu retorn a Amurru es va mostrar lleial als hitites, lleialtat que va mantenir fins a la seva mort. Amurru va seguir en mans hitites fins al regnat dels faraons Seti I i Ramsès II de la dinastia XIX.